# 銅矛

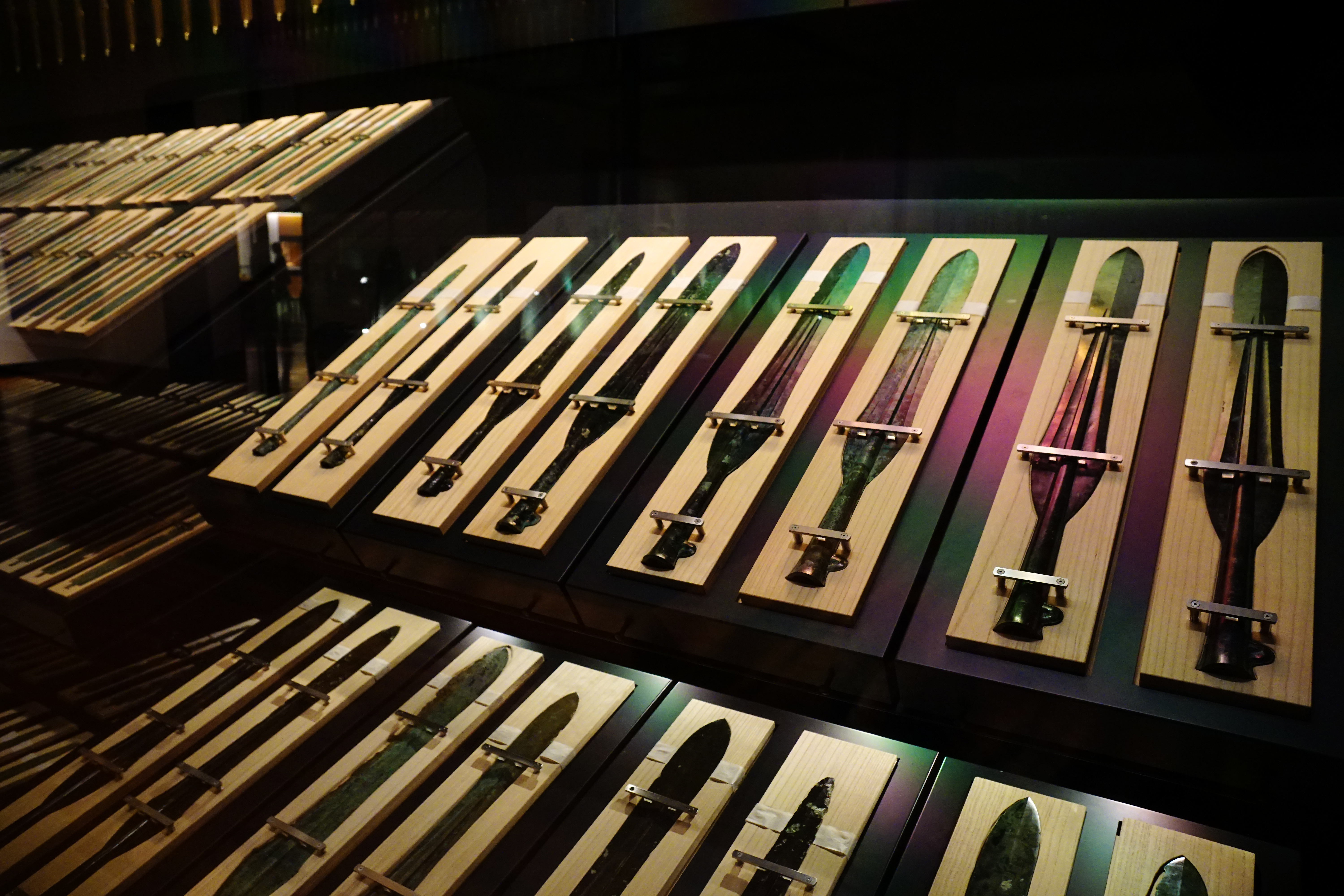
銅矛
島根県立古代出雲歴史博物館展示。

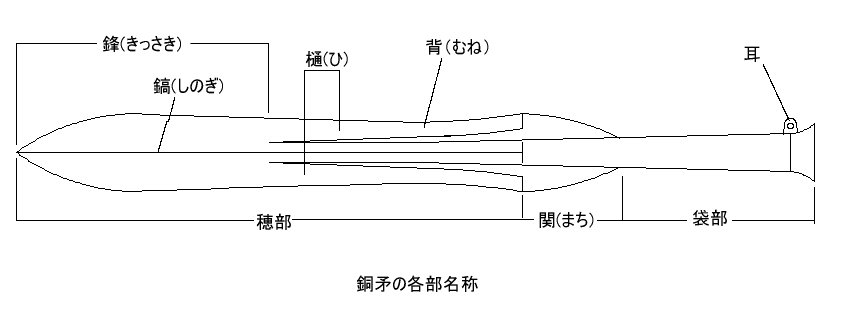
銅矛の各部名称

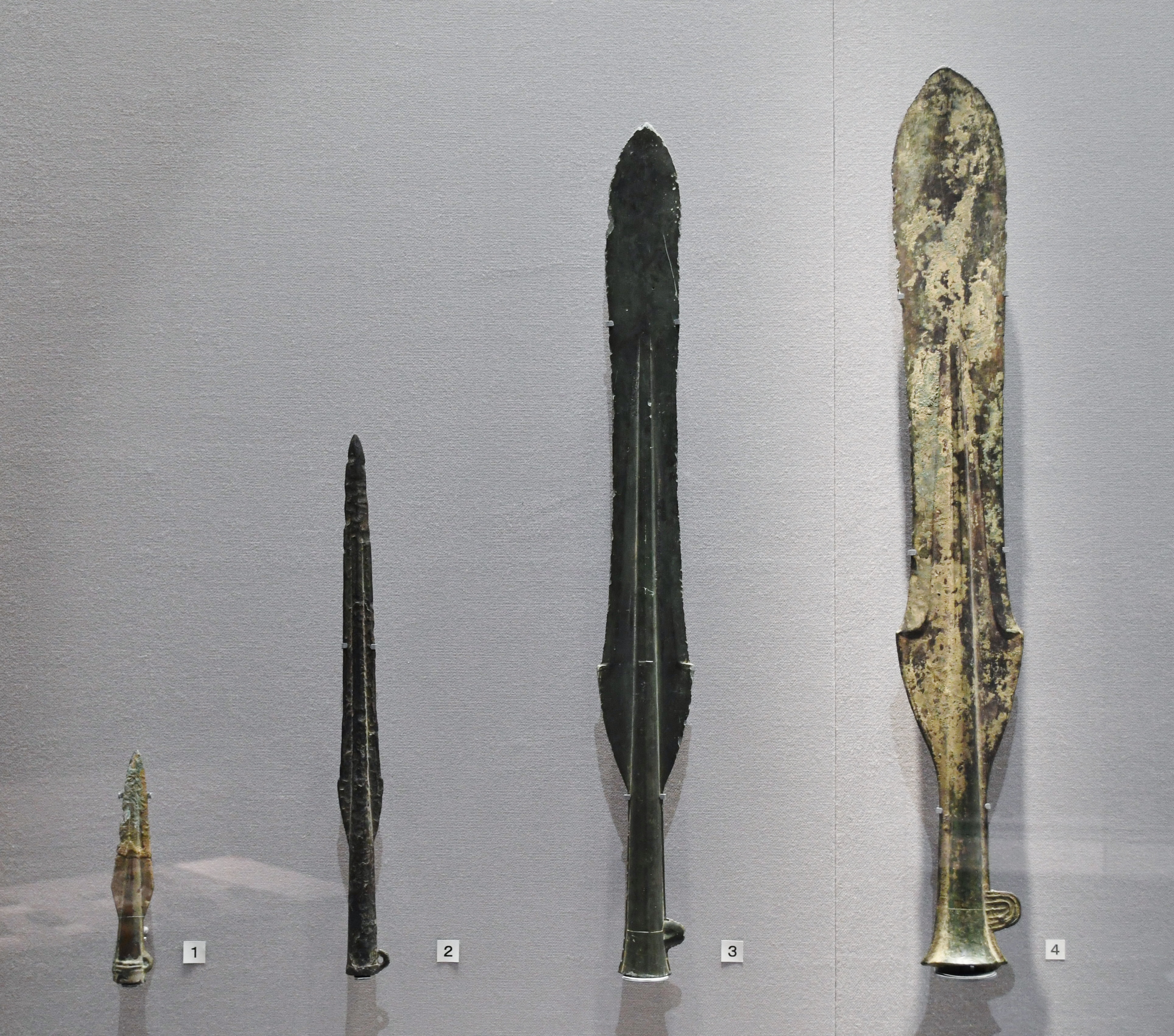
銅矛の形態変化東京国立博物館展示。

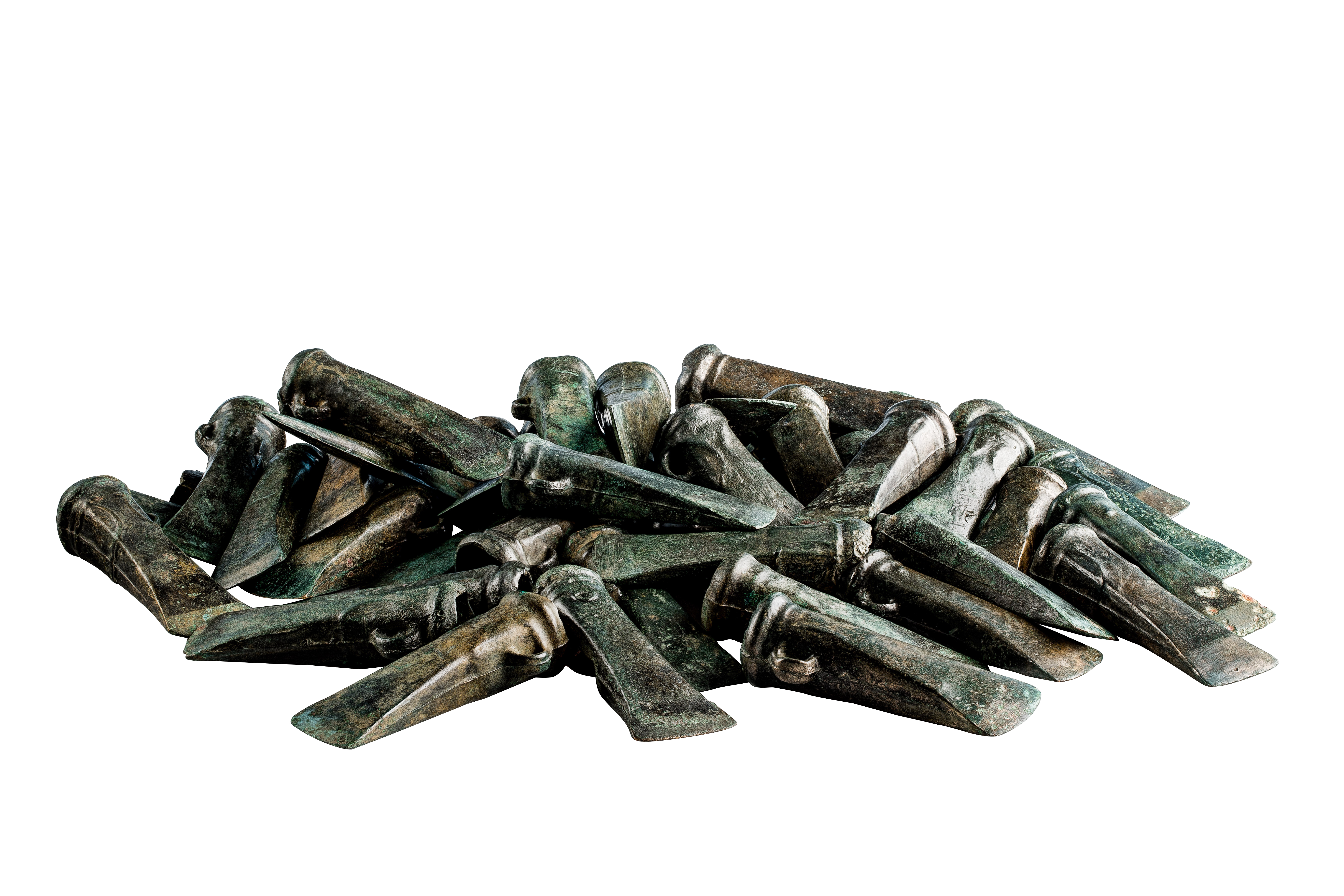
（参考）ベルギーで発掘されたソケット式の青銅製斧と槍の頭

銅矛（どうほこ）は青銅製の矛（武器）と矛形青銅器（祭器）の総称である。銅鉾とも書く。日本列島では、銅剣・銅戈とともに武器形青銅器のうちの1種として知られる。

## 概要
青銅武器類の一種である。刃の下部が袋状になっていて、そこに柄を差し込んで使用することが想定されている。
日本列島には弥生時代に中国大陸の遼寧地域から朝鮮半島を経由して入ったと思われ、やがて列島内部でも生産されるようになった。他の青銅器と同様に、しだいに大型化し祭器化する。
北部九州を中心に分布しているが、対馬・四国にも多く見られる。
以下、日本列島の弥生時代における銅矛を中心に記述していく。

## 分類

### 型式分類
近藤喬一、岩永省三 らによって、細形・中細形・中広形・広形の順に変化する編年が構築された。
細形段階
おおむね弥生時代前期末から中期前半に相当する。
細形銅矛は墓に副葬されるかたちで確認される。
舶載銅矛は福岡平野を主とする北部九州の先進地帯でのみ奉斎を許された特別な祭器であった。
中細形段階
おおむね弥生時代中期後半に相当する。
福岡県立岩遺跡で中細形銅矛が副葬されている。他方、銅矛を埋納する例も中細形段階から見られ始め、この転換は広い範囲で一斉におこなわれた。
中広形段階
おおむね弥生時代後期前半に相当する。
中広形銅矛が朝鮮半島に輸出されている。
広形段階
弥生時代後期後半に相当する。この段階になると四国や熊本県域で見られなくなり、分布圏が縮小している。

### 出土状況による分類
武末純一は銅矛の出土状況によって、墳墓に副葬された副葬銅矛、祭祀に用いられ埋納された埋納銅矛、うち捨てられた廃棄銅矛、そして出土地が明らかでなく神社などに伝世されているものや、出土地は明らかだが遺構が不明なものを伝世銅矛として、4種に分類した。

## 歴史
青銅器文化はエジプト、メソポタミアに始まる。銅矛はメソポタミア初期王朝時代に有茎式のものが現れ、エーゲ文明の中期以降に袋穂式が始まり、ヨーロッパでは両者が併存する。
日本列島の銅矛は直接的には朝鮮半島から将来されるが、その朝鮮半島細形銅剣文化の源流は遼寧青銅器文化の琵琶形青銅武器にたどることができる。朝鮮半島ですでに武器形青銅器は儀器としての性格をもっており、日本列島にもその傾向が引き継がれた。

### 日本列島における銅矛伝来前史
縄文時代後晩期の北海道・東北地方にみられる磨製内反石刀の起源として、中国の青銅刀あるいは青銅刀子の影響を考える説があるが、他方で在来の縄文文化に起源を求める説もあり確実でない。
日本列島への確実な青銅器の流入の初見としては、遼寧式銅剣を加工した福岡県今川遺跡の銅鏃・銅鑿（のみ）があり、これは弥生時代前期前半のものである。ただし遼寧地方の製品と断定できるものではない。

### 副葬される銅矛
弥生時代前期末に北部九州の甕棺副葬品として細形銅矛が登場する。銅矛は日本列島に銅矛が舶載されたころから、武器としての実用性をもつとはいえ実際に武器として使用されたとは限らず、儀器として用いられたと考えられる。これらの銅矛やその他の武器形青銅器は副葬品として有力者の墓に収められた。
対馬では中広形・広形段階での副葬が確認されている（長崎県塔の首遺跡など）ものの、九州島で副葬・埋納の例が共存するのは中細形段階までである。

### 大型化・祭器化
弥生時代後期になると、北部九州地域で副葬品としての青銅器が衰退し、すでに中細形段階からみられた埋納品が多くなる。
武器形青銅器の祭器化の原因としては、武器形青銅器が元々持っていた武威的特性に原因があるとする説、鉄製武器が普及したことの影響とする説、武器形木・石製品を用いた祭祀に影響を受けたとする説の三者がある。
また大型化の原因としては、祭器として「見る」ためのものになったため大型化したという説、祭器を用いた祭祀の変容に伴って変化したとする説、銅矛と銅鐸が互いの大型化を意識しつつ双方向的に影響し合ったとする説の三説がある。
山陰地方や瀬戸内地方ではいち早く青銅器祭祀を放棄することが知られており、この現象が大型墳丘墓の出現に関係するとされる。

### 銅矛祭祀の終焉
青銅器を用いた集団祭祀の変質には強化説と形骸化説があるが、その消滅を考慮すると形骸化説が有力と考えられる。形骸化説では、近藤義郎が青銅器の集団祭祀が墳丘墓や古墳でおこなわれる首長霊祭祀へとすり替わっていくとする説を提唱しており、1997年時点では有力とされている。
三品彰英は祭祀に用いられる祭具の変化に着目し、地的宗儀である銅鐸・武器形青銅器の祭祀が天的宗儀である銅鏡の祭祀に変化したと考えた。
吉田広は、銅矛（武器形青銅器）の金属光沢、銅鐸の鋳造文様を伴う高い造形性という異なる祭器としての性格を、それぞれ鏡面と鏡背に併せ持つことが可能な銅鏡が古墳時代の新たな祭器としての地位を獲得していくと考えた。

## 製作
青銅器生産はさまざまな製作工程を含み、習熟した専門工人の力を必要とする分野である。日本列島内で青銅器の製作が始まるのは弥生時代中期前半からで、銅矛の分類でいえば細形銅矛の段階からすでに製作が始まっている。
原料
銅矛製作に用いられる青銅は、主に銅・スズ・鉛からなる合金である。このうち鉛を利用した、鉛同位体比の研究があり、馬淵久夫らによって進められてきた。
製作地
青銅器の生産遺跡（鋳造工房）を確認するために、鋳型、鞴（フイゴ）の羽口、
銅矛鋳型の出土分布は福岡平野とその隣接する地域に集中しており、北部九州の中心地帯広域に分布する銅戈鋳型とは様相を異にする。銅矛は初期には福岡平野で製作され、のちには生産強化のために製作地を広げた。
鋳型
銅矛の鋳造は基本的に石製鋳型でおこなわれた。北部九州地域で鋳型の原料となる 石英長石斑岩は、矢部川流域で採れることが分かっている。

## 分布

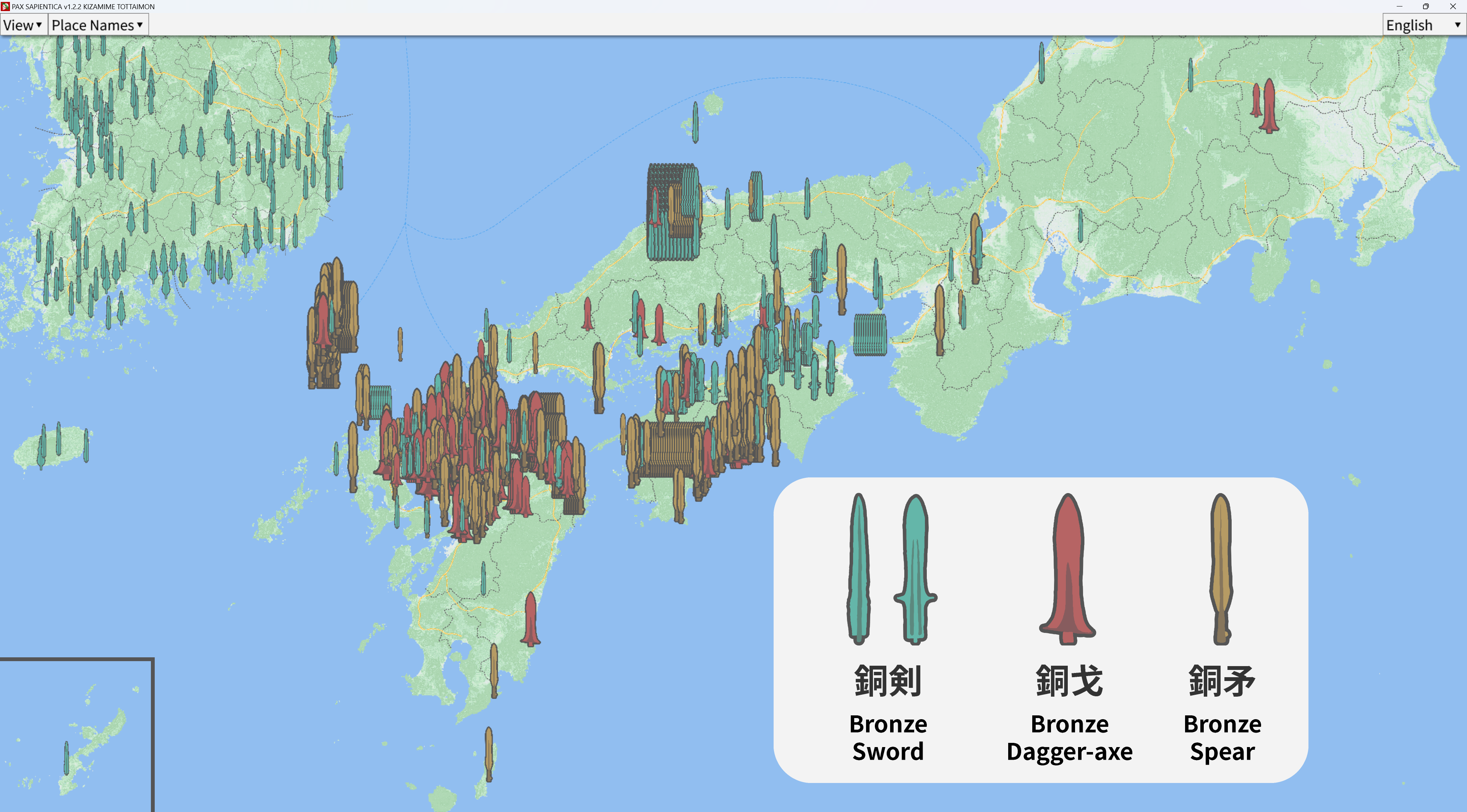
武器形青銅器の分布

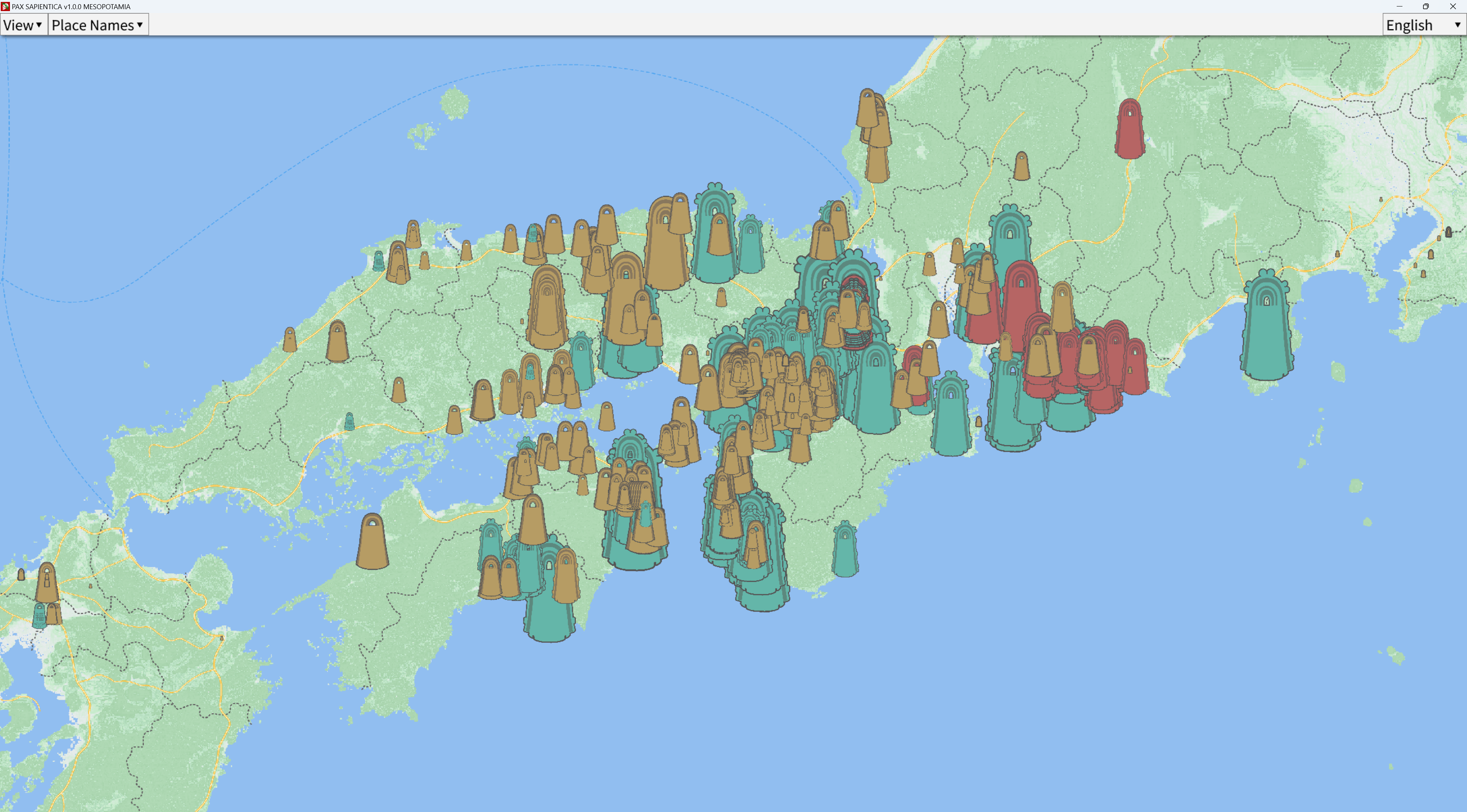
銅鐸の分布

銅矛は北部九州を中心に分布しており、かつては「銅鐸文化圏」に対する「銅矛文化圏」が想定されたこともあった。北部九州のほかに対馬や四国西部・南部にも分布しており、外洋に面する沿岸地方に集中しているという指摘がある。
同じく北部九州を中心に分布する銅戈とは在り方が異なっている。下條信行は、北部九州から同心円状に広がって分布している銅戈が後進地域にも保有を許されたのに対し、銅矛は北部九州先進地帯の中で「最高の権威あるもの」であったとする。
銅鐸文化圏と銅矛文化圏
当時の考古学者たちの見解をもとに、和辻哲郎は1939年に近畿を中心とする「銅鐸文化圏」と、北部九州を中心とする「銅矛文化圏」の存在を主張した。
この対立図式は、考古学的研究の積み重ねと1980年の佐賀県安永田遺跡以降の北部九州における銅鐸鋳型出土、1984年・1985年の島根県荒神谷遺跡における銅剣・銅矛・銅鐸の大量出土など発掘調査例が増えたことによって崩れた。しかし「北部九州地方製」青銅器と「近畿地方製」青銅器の分布圏の構図が否定されたわけではない点に注意が必要である。

### 対馬
日本列島出土の広形銅矛180本のうち、89本が対馬で出土している。対馬出土の銅矛の総数は117本であり、広形が約76%を占める。対馬で広形銅矛が多く出土することについて、航海の安全祈願、（朝鮮半島との）境界の明示、結界の象徴などの説がある。
上述したように、中広形段階以降にも銅矛を墓に副葬する点でも独特である。

### 四国
四国では中細形段階までは瀬戸内側に点在する程度であったが、中広形段階で四国西南部に大量に見られるようになり広形段階にはさらに高知中央部に広がる。

## 近世以降の祭祀と銅矛
銅矛が用いられなくなった後も矛が祭祀的な性格をもっていたことが知られる（→矛#祭具）。本章では、そのような社会の中で弥生時代の銅矛が利用された事例を取り上げる。

### 高岡神社の祭礼
高知県四万十町の高岡神社の秋季大祭には、弥生時代の銅矛が登場する。用いられている銅矛は5本であり、『南路志』闔国之部には 1657年（明暦3年）に四万十町根々崎にあたる地点から出土したという記録がある。型式は、4本が中広形、1本が広形にあたる。
この祭礼に対しては、銅矛の保存状態への危惧を唱える意見と、文化財の在り方として面白いといった肯定的な意見の両者が存在する。

### 異形銅鉾
弥生青銅器の偽造品・模造品が存在することが知られており、銅矛もその例外ではない。
中四国地方に、多く神社に関係するかたちで現存する「異形」の銅矛が確認されている。これらの銅矛は弥生時代の銅矛をモチーフにしているものの、中細形から広形までの諸特徴を併せ持つなどの点から、弥生時代の銅矛の不正確な絵図をもとにして幕末から明治時代初年にかけて「筑紫鉾」の贋作として筑紫地域以外で製作されたものと考えられる。異形銅矛が製作された背景として、化政文化期以降に強まった好古趣味と古物研究の深化、明治維新以降の日本美術の海外からの需要、さらに近代社格制度などと関連して「由緒ある神宝」を求める国内神社からの需要などを含めた複合的な状況があった。